# Uniramodes
Uniramodes là một chi bướm đêm thuộc họ Noctuidae.